# Mistrzostwa Polski Strongman 2006
Mistrzostwa Polski Strongman 2006 – doroczne, indywidualne zawody polskich siłaczy.

## Kwalifikacje
Data: 26 sierpnia, 2 września 2006 r.

Miejsce: Gdańsk, Września  Polska
Wyniki kwalifikacji:
| Miejsce | Zawodnik              | Punkty       |
| ------- | --------------------- | ------------ |
| 1.      | Mariusz Pudzianowski  | 58,5         |
| 2.      | Jarosław Dymek        | 48,5         |
| 3.      | Sebastian Wenta       | 46,5         |
| 4.      | Tomasz Nowotniak      | 41,5         |
| 5.      | Krzysztof Radzikowski | 40,5         |
| 6.      | Sławomir Toczek       | 40,5         |
| 7.      | Robert Kalinowski     | 37           |
| 8.      | Tyberiusz Kowalczyk   | 30,5         |
| 9.      | Krzysztof Schabowski  | 26           |
| 10.     | Gabriel Kowalski      | 20,5         |
| 11.     | Michał Szymerowski    | 18,5         |
| 12.     | Bartłomiej Bąk        | 18           |
| 13.     | Sławomir Peda         | 10,5         |
| 14.     | Grzegorz Peksa        | 4            |
| 15.     | Sławomir Orzeł        | kontuzjowany |

Do finału kwalifikuje się ośmiu najlepszych zawodników.

## Finał
Data: 2 września 2006 r.

Miejsce: Września  Polska
Wyniki zawodów:
| Miejsce | Zawodnik              | Punkty |
| ------- | --------------------- | ------ |
| 1.      | Mariusz Pudzianowski  | 39     |
| 2.      | Sławomir Toczek       | 30     |
| 3.      | Sebastian Wenta       | 28     |
| 4.      | Jarosław Dymek        | 25     |
| 5.      | Tyberiusz Kowalczyk   | 18,5   |
| 6.      | Robert Kalinowski     | 16,5   |
| 7.      | Tomasz Nowotniak      | 13,5   |
| 8.      | Krzysztof Radzikowski | 9,5    |